# Orthomecyna
Orthomecyna là một chi bướm đêm thuộc họ Crambidae. Tất cả các loài đều là loài đặc hữu của Hawaii.

## Các loài
- Orthomecyna albicaudata Butler, 1883
- Orthomecyna alloptila Meyrick, 1899
- Orthomecyna amphilyca Meyrick, 1899
- Orthomecyna aphanopis Meyrick, 1888
- Orthomecyna chrysophanes Meyrick, 1899
- Orthomecyna crossias Meyrick, 1899
- Orthomecyna epicausta Meyrick, 1899
- Orthomecyna exigua Butler, 1879
  - Orthomecyna exigua cupreipennis
  - Orthomecyna exigua exigua
- Orthomecyna heterodryas Meyrick, 1899
- Orthomecyna mesochasma Meyrick, 1899
- Orthomecyna metalycia Meyrick, 1899
- Orthomecyna phaeophanes Meyrick, 1899
- Orthomecyna picrodes Meyrick, 1899